# Цветочный (Адыгея)
Цвето́чный  — посёлок в Майкопском муниципальном районе Республики Адыгеи России.
Входит в состав Тимирязевского сельского поселения.

## Население
| 2002  | 2010  | 2013  | 2014  | 2015  | 2016  | 2017  |
| ----- | ----- | ----- | ----- | ----- | ----- | ----- |
| 1403  | ↘1402 | ↗1442 | ↘1428 | ↗1432 | ↘1409 | ↗1413 |
| 2018  | 2019  | 2020  | 2021  | 2023  | 2024  |       |
| ↘1388 | ↗1405 | ↗1423 | ↘1376 | ↗1380 | ↗1395 |       |

### Национальный состав
По данным Всероссийской переписи населения 2021 года:
| Народ               | Численность, чел. | Доля от всего населения, % |
| ------------------- | ----------------- | -------------------------- |
| русские             | 683               | 49,63 %                    |
| армяне              | 578               | 42,01 %                    |
| адыги (черкесы)     | 18                | 1,31 %                     |
| другие / не указано | 97                | 7,05 %                     |
| всего               | 1 376             | 100,0 %                    |

## Улицы
| - ул. Будённого, - ул. Дружбы, - ул. Клубная, - ул. Ключевая, | - ул. Луговая, - ул. Мира, - ул. Нагорная, - ул. Победы, | - ул. Полевая, - ул. Садовая, - пер. Садовый, - ул. Северная, | - ул. Цветочная, - ул. Школьная, - пер. Школьный, - ул. Шоссейная. |